# Karl Eduard Eichwald
Karl Eduard von Eichwald, född 4 juli 1795 i Mitau, Kurland, död 10 november 1876 i Sankt Petersburg, var en rysk (balttysk) naturforskare.
Eichwald blev 1823 professor i zoologi och förlossningskonst i Kazan, 1838 i zoologi och mineralogi vid Mediko-kirurgiska akademien i Sankt Petersburg och sedermera, till 1851, professor i paleontologi vid Bergsinstitutet där. Han gjorde vidsträckta resor, även i Skandinavien, byggde upp stora samlingar samt publicerade en mängd arbeten i zoologi, geologi och paleontologi. 
Auktorsnamnet Eichw. kan användas för Karl Eduard Eichwald i samband med ett vetenskapligt namn inom botaniken; se Wikipediaartiklar som länkar till auktorsnamnet.